# Angraecentrum
× Angraecentrum, (abreviado Angctm ) en el comercio, es un híbrido intergenérico entre los géneros de orquídeas Angraecum × Ascocentrum. Fue publicado en Orchid Rev. 86(1022) cppo: 7 (1978).